# زامبانا
زامبانا (به ایتالیایی: Zambana) یک کومونه در ایتالیا است که در ترنتینو واقع شده‌است.

## خصوصیات
زامبانا ۱۱٫۷ کیلومترمربع مساحت و ۱٬۶۵۴ نفر جمعیت دارد.